# Vianesa
La vianesa es una raza vacuna española autóctona de Galicia. Originaria de la comarca del Bollo (Orense). Toma su nombre del ayuntamiento de Viana del Bollo.

## Morfología
Con un peso medio en las hembras de unos 560 kilos y 850 kg en los machos. Capa castaña, con expresiones más oscuras en los toros y más claras o rubias en los terneros. Los tonos más oscuros nunca faltan en cabos y extremos, pero también se distribuyen con intensidad por las diversas regiones corporales dando lugar a una variada presentación de particularidades (caras ahumadas, ojalado, listón, lombardo, alabardo, aldinegro,etc.). Son características etnomónicas las abundantes formaciones pilosas más claras y bastante más caídas sobre la frente,flequillo y pabillón auricular(pendientes).
Cabeza de tamaño pequeño, con la cara alargada que se estrecha hacia el morro,donde presenta mucosas oscuras y orla blanquecina.Cuernos en gancho corto con media luna en los machos, y alargados en las hembras donde nacen por delante de la línea de prolongación del testuz, se dirigen lateralmente y luego hacia delante y arriba, para continuar describiendo una amplia espiral y terminar con las puntas hacia atrás.Son de color nacarado por la cepa y pala, con las puntas oscurecidas.

## Origen
La raza Vianesa se origina en la Comarca de Viana que se sitúa en el oriente de la provincia de Orense.
Según Sánchez Belda (1984), sus ejemplares, de gran rusticidad, los incluye en el Tronco Cántabro, pareciendo que su origen podría situarse en el tronco étnico propio del Noroeste peninsular y su expresión gemela en la raza Alistana-Sanabresa, con la que guarda además,según este autor, posiciones de vecindad y relaciones de intercambio. Cita que existe un censo (1984) sobre quince mil a veinte mil animales de la raza, muchos de ellos en cruzamientos con otras razas.[cita requerida]
Pero la situación remató a partir de la segunda mitad del siglo XX con la evolución industrial y agrícola y el posterior desarrollo de las vías de comunicación. Sus efectivos fueron sustituidos por maquinaria y por otras razas altamente especializadas para alcanzar mayores rendimientos lecheros y cárnicos, aunque con mayores requerimientos para producirlos.

## Utilidad
Desde época antigua las vacas de raza vianesa se utilizan de forma ecléctica para usos de tracción y producción de carne y leche. Las vacas son buenas madres y producen una leche muy rica y nutritiva para el crecimiento de los terneros. Se pastorea con un sistema semiextensivo-extensivo, con estabulación en invierno, y pastoreo al aire libre el resto del año, alimentándose tanto en pastos cortos como en zonas frondosas. La raza está bien adaptada al rudo clima montañés de su zona de distribución, y resulta adecuada para la producción de carne de calidad.
Raza de aptitud cárnica, antiguamente de trabajo y con un tipo de explotación muy tradicional y muy lechera que le permite el buen mantenimiento de sus crías. Era muy apreciada en su área de origen y por ello fue de la que más cabezas se encontraron en los inicios de su recuperación de todas las morenas Gallegas en los años 90 Su conservación supone el mantenimiento de un recurso genético como patrimonio natural de Galicia, con las implicaciones sociales que esto conlleva. También juega un papel importante en la conservación del campo gallego, donde actúa como generador de oportunidades, contribuyendo a fijar población en el medio rural y a conservar la riqueza natural de las zonas donde se ubica, incrementando la calidad y el valor añadido de los productos obtenidos.
La raza se cría en un sistema extensivo casi estricto, localizándose en áreas de difícil permanencia para otras razas de mayor porte, teniendo así un papel fundamental en el mantenimiento de dichas zonas, tanto en el aspecto ambiental, paisajístico, social y económico.
Su uso fomenta una práctica agroganadera responsable y sostenible, que proporciona recursos económicos a la población rural, además de favorecer la limpieza y la conservación del monte, ayudando a la prevención de incendios forestales y contribuyendo al mantenimiento de ecosistemas que de otro modo se perderían irremediablemente Hoy, a pesar de estar englobada dentro de la IGP Ternera Gallega, la mayoría de sus terneros son vendidos directamente el consumidor o la restauración por medio de venta directa, potenciando el mercado local de proximidad con iniciativas personales de criadores incluso con marca propia, y/o bajo el logotipo 100% Raza Autóctona Vianesa.